# Marta Černická-Bieliková
Marta Černická, provdaná Bieliková (19. května 1920, Hodruša (Horné Hámre) – 7. února 2002, Bratislava) byla slovenská herečka. Manželka Paľa Bielika.
V roce 1940 absolvovala studium herectví na Hudební a dramatické akademii v Bratislavě. V letech 1939–1946 byla členkou Činohry Slovenského národního divadla. Do svého odchodu do důchodu v roce 1979 působila v činoherním souboru Nové scény v Bratislavě. V roce 1969 dostala titul zasloužilá umělkyně.

## Filmografie
- 1948: Vlčie diery (Evička)
- 1950: Priehrada (Marta Hájniková)
- 1977: Biela stužka v tvojich vlasoch (Markétka)
- 1983: Husiarka a kráľ (babička)
- 1983: Výlet do mladosti (babička)
- 1984: O sláve a tráve (Bea Lehotská)
- 1984: Sladké starosti (babka Drobná)
- 1986: Utekajme, už ide!
- 1988: Iba deň (matka)
- 1990: Dávajte si pozor! (Babička)